# A les costes mediterrànies
A les costes mediterrànies és una obertura simfònica escrita per Jaume Pahissa, estrenada al Teatre Novetats el 15 de novembre de l'any 1906 dins el Concert Pahissa.

## Context Històric
L'obra va ser escrita a la Barcelona d'inicis del segle xx, en la qual el noucentisme i el modernisme es disputen el lideratge cultural de la ciutat. L'impuls inicial que la Renaixença havia donat a la cultura catalana es va veure reforçat per la primera Exposició Universal. Barcelona havia obert les portes a les noves idees que venien del nord d'Europa.
Hi havia voluntat de superar l'estigma "regionalista" en l'art català i els dos corrents anteriorment mencionats n'eren una mostra. Tot i que combinaven característiques de vegades semblants, tenien justificacions estètiques oposades. El mateix Eugeni d'Ors havia descrit Pahissa com un vertader músic noucentista: les referències al món mediterrani es poden enllaçar perfectament amb aquest corrent estètic d'arrels genuïnament clàssiques.
Per altra banda, Jaume Pahissa va ser qualificat de “dandi” per Josep Pla. De fet "ramblejar" era habitual en aquella època, essent una de les activitats d'oci preferides dels joves barcelonins de classe mitjana-alta. Aquest comportament, i també la vestimenta que descriu Pla, encaixa perfectament amb els ambients modernistes de la ciutat.

## Estrena de l'obra
La peça es va estrenar el 15 de novembre del 1960 al Teatre Novetats de Barcelona, en el marc de l'anomenat Concert Pahissa. És una obra relativament primerenca que fou escrita poc després dels seus primers d'èxits importants, entre els quals destaca La presó de Lleida. Els anys següents a l'estrena es va continuar programant de manera força regular, conjuntament amb obres simfòniques dels autors clàssics reconeguts. També s'ha interpretat recentment, a partir del 2000, gràcies a l'edició i publicació de partitura per l'editorial Brotons i Mercadal.
En alguns concerts l'obra no ha estat anunciada amb un títol original, sinó amb un lleugerament diferent: Obra Simfònica, Fantasia Simfònica, o bé Obertura a les Costes Mediterrànies.
També cal destacar que el programa de mà de l'estrena va incloure una breu nota descriptiva, que deixa entreveure la connexió de Pahissa amb els corrents estètics del moment, liderats pel Noucentisme:

Música simfònica lliure, que es desenvolupa sense seguir més norma que la del sentiment musical, a mesura que va naixent, clar i brillant, com la nostra mar blava i els nostres dies serens.

## Recepció de l'obra
La peça es va guanyar el suport classes populars. Va tenir molt bona acollida entre la premsa progressista i els joves republicans i catalanistes, que hi veien els signes de l'arribada de la modernitat europea a Catalunya. En els sectors tradicionalistes també fou ben rebuda, però amb algunes reticències: van lloar la capacitat tècnica de Pahissa, que asseguraven innegable, però argumentaven que hi havia massa dissonàncies.
Segons relata el crític musical de La Vanguardia Marc-Jesús Bertran,l'auditori va ser propici a l'artista. De fet, afirma que l'estrena va ser una nit memorable. Es presentava un músic jove, i el públic per comprendre’l intensament, semblava tot rejovenit. La major part d'espectadors eren joves físicament i la resta, diu, ho era "d'esperit".
Altres veus destaquen que si hi havia algú al teatre que no sentís entusiasme per l'obra de Pahissa (i que sentís indiferència o tal vegada enveja), la seva veu va quedar afogada pels elogis que la gran massa va dirigir al músic.

## Estructura de l'obra
L'obra és monotemàtica i té una estructura tripartida, que ens pot recordar la tradicional forma sonata. L'anàlisi melòdic ens revela que els diferents "temes" no són sinó variacions aplicades al mateix motiu. Destaca l'entrada fugada del tema, que assenyala l'inici del desenvolupament.
L'harmonia és tonal funcional, però incorpora algunes innovacions que destaquen la personalitat d'alguns acords amb xocs "dissonants". També en alguns moments el compositor juga amb l'ambigüitat Major-menor. Les modulacions segueixen patrons força clàssics (van a les tonalitats veïnes més properes) i ajuden a separar les diferents parts.

### Referents musicals
A l'obra es poden veure influències dels compositors romàntics més importants en diversos aspectes. D'alguna manera l'obra pot ser vista com un collage on Pahissa abocà intuïtivament tots els seus coneixements de l'orquestra, apresos pel seu compte o a les classes d'Enric Morera.
Els sòlids acords inicials recorden alguna simfonia de Beethoven. També la mida de les subseccions de l'obra i les disposicions intrumentals recorden aquest compositor. L'orquestració dels temes, en canvi, s'assembla a Strauss. L'organització de les modulacions i la durada de les frases del desenvolupament recorda Mendelsohnn, que Pahissa havia dirigit, com també algunes figuracions rítmiques recurrents.

### Esquema formal
| Parts           | Contingut musical            | Compassos |
| --------------- | ---------------------------- | --------- |
| Exposició       | Tema 1 (do menor9            | 1         |
| Exposició       | Tema 2 (Mi b Major)          | 48        |
| Exposició       | Tema 3 (Sol Major)           | 72        |
| Desenvolupament | Entrada de Fuga (mi b menor) | 131       |
| Desenvolupament | Temes 2 i 3 (fi en Sol M.)   | 194       |
| Reexposició     | Tema 1 (do menor)            | 341       |
| Reexposició     | Coda (Do Major)              | 354       |